# Reinhardt Hassa
Reinhardt Hassa (* 1952 in Dornreichenbach, heute Lossatal) ist ein deutscher Manager. Vom 1. Januar 2006 bis zum 30. Juni 2010 war er Mitglied des Vorstands der Vattenfall Europe AG. Er verantwortete das Ressort Kraftwerke und vertrat den am 16. Juli 2007 entlassenen für die Kernkraftwerkssparte zuständigen Vorstand Bruno Thomauske.

## Beruflicher Werdegang
Nach seiner Ausbildung zum Maschinisten für Wärmekraftwerke mit Abitur studierte Hassa an der Ingenieurhochschule Zittau Maschineningenieurwesen mit der Fachrichtung Kraftwerkstechnik.
Seine Laufbahn bei Energieerzeugern begann er 1978 bei einem Rechtsvorgänger der früheren Vereinigten Energiewerke AG (VEAG), 1992 übernahm er die technische Leitung des Kraftwerks Hagenwerder/Hirschfelde, 1995 wechselte er in den Vorstand der Braunschweigischen Kohlen-Bergwerke AG, wo er für das Ressort Technik (Bergbau, Kraftwerke und Entsorgung) zuständig war.
Im März 2002 wurde er in den Vorstand der VEAG und der LAUBAG (Lausitzer Braunkohle AG) berufen und im gleichen Jahr im Rahmen der Bildung des Vattenfall Europe-Konzerns zum Vorstandsmitglied der Vattenfall Europe Generation Verwaltungs-AG und der Vattenfall Europe Mining AG bestellt.
Im Juli 2006 wechselte Hassa in den Holdingvorstand und war Vorsitzender des Vorstandes der Vattenfall Europe Mining AG und der Vattenfall Europe Generation AG. Diese Tätigkeiten wurden am 30. Juni 2010 beendet.
Reinhardt Hassa ist zum zweiten Mal verheiratet und hat zwei Kinder aus erster Ehe.